# Статины
Стати́ны или ингиби́торы ГМГ-КоА-редукта́зы — гиполипидемические лекарственные препараты. Одни из самых распространённых препаратов, используемых для снижения уровня холестерина липопротеинов низкой плотности. Принимать статины с момента назначения требуется пожизненно, не прерывая курс.
В большинстве случаев статины хорошо переносятся пациентами, но иногда при приёме лекарств могут возникать побочные эффекты. Чаще всего пациенты жалуются на головную и лёгкие мышечные боли, а также на тошноту.
В список международных непатентованных наименований статинов входят ловастатин, розувастатин, аторвастатин, симвастатин, питавастатин, правастатин и флувастатин. Также существуют комбинированные препараты со статинами, например статин вместе с ингибитором абсорбции холестерина.
Аторвастатин и симвастатин включены в перечень жизненно необходимых и важнейших лекарственных препаратов для медицинского применения на 2020 год в Российской Федерации.

## Механизм действия

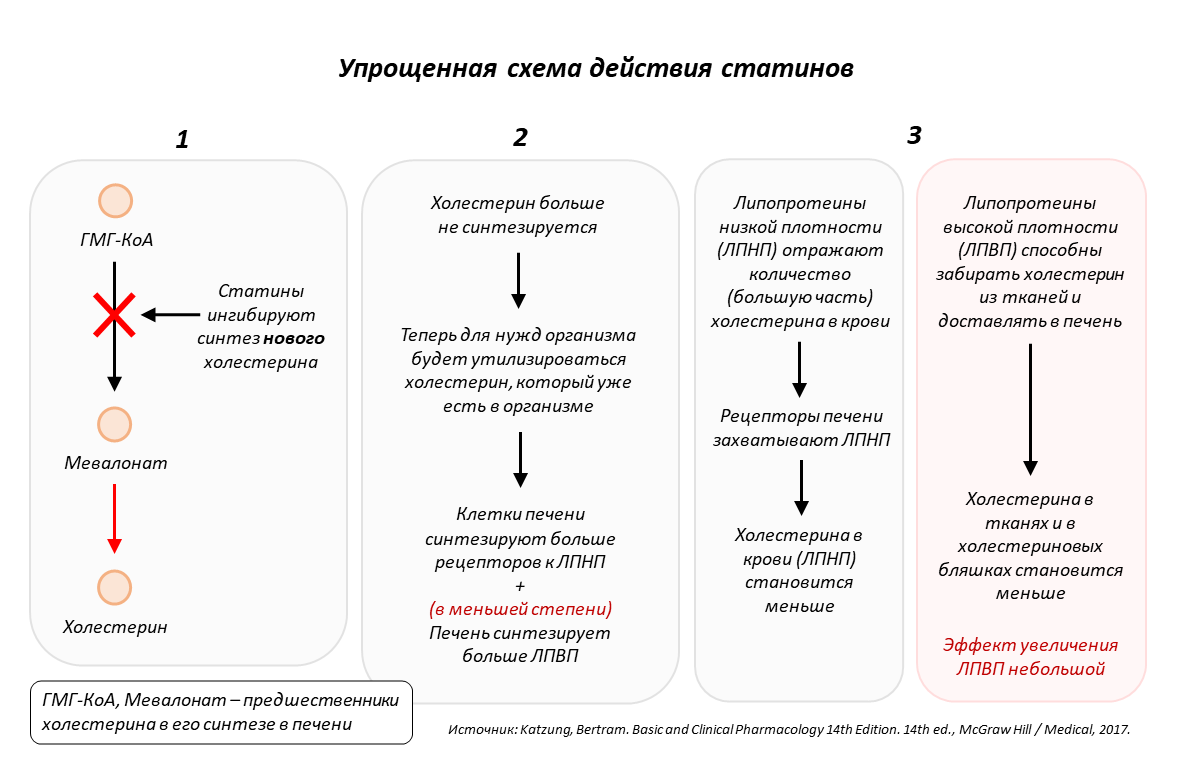
Упрощенное действие статинов на метаболизм липопротеинов высокой и низкой плотности.

Холестерин требуется организму для создания всех стероидных гормонов, витамина D и жёлчных кислот, которые помогают переваривать пищу. Около 75 % холестерина вырабатывается клетками печени, а 25 % попадает в организм с едой. Существуют два типа холестерина: холестерин липопротеинов низкой плотности (условно «плохой») и холестерин липопротеинов высокой плотности (условно «хороший»). Иногда из-за образа жизни, генетики или особенностей питания уровень «плохого» холестерина в крови повышается, что увеличивает риск развития сердечно-сосудистых заболеваний. Причина этому — способность «плохого» холестерина соединяться с другими веществами в организме и образовывать твёрдые отложения на внутренних стенках артерий, которые называют «атеросклеротическими бляшками». Бляшки сужают просвет сосудов, делая их менее гибкими. Иногда бляшки разрываются, что может приводить к ишемической болезни сердца, инфаркту миокарда и другим заболеваниям сердечно-сосудистой системы. 
Статины снижают синтез «плохого» холестерина в печени и, соответственно, концентрацию его в крови. Таким образом действие препарата снижает заболеваемость и смертность от сердечно-сосудистых заболеваний.  

## Показания
Способность статинов снижать уровень «плохого» холестерина и уменьшать воспаление стенок сосудов помогает снизить риск развития некоторых сердечно-сосудистых заболеваний или их осложнений. Исследования показывают снижение риска развития всех основных сердечно-сосудистых событий, таких как инфаркты миокарда и инсульты на 21 %. Обычно приём статинов при отсутствии серьёзных побочных эффектов продолжается пожизненно.

### Люди без сердечно-сосудистых заболеваний
Согласно рекомендациям Американской коллегии кардиологов (ACC) и Американской ассоциации сердца (AHA) по первичной профилактике сердечно-сосудистых заболеваний за 2019 год людям от 20 до 75 лет, анализы которых показывают очень высокий уровень холестерина липопротеинов низкой плотности — более 190 мг/дл (или более 4,90 ммоль/л), незамедлительно должны назначить терапию статинами. Чтобы принять решение о назначении статинов для пациентов без симптомов сердечно-сосудистых заболеваний, врачи оценивают индивидуальный риск развития этих болезней. Для этого сначала выявляют факторы риска: курение, артериальную гипертензию (повышенный уровень артериального давления), сахарный диабет, дислипидемию (повышенный уровень «плохого» холестерина и/или пониженный уровень «хорошего» холестерина), ожирение, особо обращают внимание на семейную историю сердечно-сосудистых заболеваний у родственников в молодом возрасте (у мужчин младше 55 лет и у женщин младше 65 лет).
Пациентам от 40 до 79 лет далее предлагают определить вероятность развития сердечно-сосудистого заболевания на разных горизонтах с помощью стандартных калькуляторов — чаще в рамках 10 лет, но можно оценить риск в промежутке 30 лет. Для расчёта степени риска необходимо указывать возраст, пол, уровень холестерина (общего, липопротеинов низкой и/или высокой плотности), значения систолического и диастолического артериального давления, историю курения, а в некоторые входят вопросы о наличии сахарного диабета и использование лекарств (ацетилсалициловой кислоты, статинов или/и препаратов, снижающих артериальное давление). В итоге калькулятор выдаёт примерную оценку: например, в модели Американского колледжа кардиологов (ACC) и Американской ассоциации сердца (AHA) к низкому риску относят значение менее 5 %, к пограничному риску — от >5 % до <7,5 %, к среднему — >7,5 % до <20 % и к высокому — более 20 %.
Согласно рекомендациям Целевой группы по профилактическим услугам США (The U.S. Preventive Services Task Force — USPSTF) терапия низкими и средними дозами статинов может рассматриваться среди людей в возрасте от 40 до 75 лет, которые имеют один или более факторов риска (дислипидемию, сахарный диабет, артериальную гипертензию или курение), а также с расчётным риском развития сердечно-сосудистых заболеваний от 10 % и более. Терапия для людей с риском от 7,5 % до 10 % имеет меньше потенциальной пользы, поэтому должна обсуждаться между специалистом и пациентом индивидуально.
В рекомендациях Американского колледжа кардиологов (ACC) и Американской ассоциации сердца (AHA) по первичной профилактике сердечно-сосудистых заболеваний за 2019 год терапия статинами используется для пациентов с риском от 7,5 % без сахарного диабета в возрасте от 40 до 75 лет и с уровнем холестерина липопротеинов низкой плотности от 70 мг/дл до <190 мг/дл. Для тех, у кого риск — пограничный (от 5 % до <7,5 %) терапию статинами можно обсуждать при наличии иных факторов, повышающих риск.
Оценка риска развития сердечно-сосудистых болезней для людей до 40 лет стандартно не проводится, но любой человек может самостоятельно обратиться за консультацией к специалисту для расчёта долгосрочного риска. Например, если преждевременные заболевания сердца есть у его ближайших родственников (родителей, братьев или сестер) или у него выявлена семейная гиперхолестеринемия, присутствуют раннее начало сахарного диабета 2-го типа или сахарный диабет 1-го типа, отмечаются множественные факторы риска в раннем возрасте, а также если имеются признаки, предполагающие возможное наличие атеросклероза, выявленные при исследовании содержания кальция в коронарных артериях. Решение о терапии статинами в этом случае определяется индивидуально.
Пациентам старше 79 лет без установленных сердечно-сосудистых заболеваний решение о профилактической терапии нужно принимать совместно с врачом, оценивая её пользу и риск индивидуально.

### Люди с сердечно-сосудистыми заболеваниями
Для людей с уже выявленными сердечно-сосудистыми заболеваниями, например со стенокардией, ишемической болезнью сердца, инфарктом миокарда, инсультом и/или заболеваниями периферических артерий, статины назначаются, чтобы предотвратить ухудшение или повторение подобных состояний. Исследования показывают, что при снижении уровня «плохого» холестерина до менее 70 мг/дл размер бляшек в артериях может уменьшаться. Пациентам после перенесённого инфаркта миокарда и\или операции на коронарных артериях могут назначить статины даже при нормальном уровне холестерина.

### Семейная гиперхолестеринемия
У пациентов с семейной гиперхолестеринемией с рождения развивается очень высокий уровень холестерина липопротеинов низкой плотности, что подвергает их высокому риску раннего развития сердечно-сосудистых заболеваний. В этом случае специалисты рекомендуют изменение питания и образа жизни, обязательные регулярные физические нагрузки, а также пожизненную терапию статинами. При подтверждении диагноза семейной гиперхолестеринемии у ребёнка лечение статинами советуют начинать в возрасте около 10 лет.

### Люди с сахарным диабетом
Пациенты с сахарным диабетом 1-го или 2-го типа обладают повышенным риском развития сердечно-сосудистых заболеваний. Чтобы снизить его, им необходимо постоянно контролировать уровень глюкозы в крови, стараться вести здоровый образ жизни, а в дополнение большинству людей с диабетом необходимо принимать лекарства, снижающие уровень холестерина, то есть статины. Согласно данным медицинской базы UpToDate, их назначают пациентам старше 40 лет или с несколькими факторами риска сердечно-сосудистых заболеваний (например, с семейной историей сердечно-сосудистых заболеваний, высоким уровнем холестерина, высоким давлением или ожирением). Статины снижают риск инфаркта миокарда, инсульта и преждевременной смерти, даже если уровень холестерина у человека в норме.

## Побочные эффекты

### Распространённость
В большинстве случаев статины — безопасны для пациентов, если использовать их в рекомендуемых дозах. Но, как и у любых лекарств, у статинов есть ряд побочных эффектов. К распространённым и общим для разных типов этих препаратов относят следующие нежелательные явления: головная боль, головокружение, слабость, проблемы с пищеварительной системой (запор, диарея, расстройство желудка, метеоризм), боль в мышцах, проблемы со сном.
Среди нестандартных побочных эффектов, которые могут возникать при приёме отдельных видов статинов, следующие: ощущение покалывания или онемения, например, в конечностях, потеря волос, снижение либидо, высыпания на коже, воспаление печени или поджелудочной железы. Некоторые побочные эффекты могут проходить со временем, потому что организм приспосабливается к лечению. Врач может заменить лекарство или поменять его дозировку, если побочные эффекты не проходят и мешают в обычной жизни.
Редко статины могут приводить к увеличению риска возникновения сахарного диабета 2-го типа, повышению печёночных ферментов или серьёзным повреждениям мышц. Важно понимать, что польза от статинов обычно превышает риск их применения для пациентов с показаниями к приёму этих лекарств. При возникновении нежелательных явлений необходимо обратиться к врачу.

### Когнитивные функции
Некоторые пациенты при приёме статинов сообщают о проблемах с когнитивными функциями — потере памяти и спутанности сознания. Результаты исследований этой темы пока крайне противоречивы, некоторые показывают снижение долгосрочного риска развития, например, деменции, а другие указывают на негативное, но обратимое и краткосрочное влияние на память. Медики отмечают, что необходимо дальнейшие изучение этой темы с помощью крупных рандомизированных контролируемых исследований.

### Мышечная боль
Широко распространённым побочным эффектом статинов являются мышечные боли, но данные плацебо-контролируемых исследований не подтверждают вывод о том, что именно использование статинов вызывает этот симптом. В наблюдательных исследованиях, где люди знают, что принимают статины и оценивают побочные эффекты от именно этого лекарства, жалобы на мышечные боли достаточно часто явление (10—15 % от испытуемых). И напротив, данные плацебо-контролируемых исследований показывают отсутствие или незначительное повышение частоты мышечных побочных симптомов на фоне терапии статинами. Учёные связывают это с эффектом «ноцебо», когда симптом вызывается отрицательными ожиданиями от приёма лекарства.
В редких случаях слабая боль в мышцах может прогрессировать и сопровождать развитие серьёзных заболеваний, например, миопатии или рабдомиолиза. При подозрении на миопатию врач может назначить анализ крови, чтобы оценить уровень креатинкиназы. Рабдомиолиз — тяжёлый побочный эффект со стороны мышечной системы, который может возникать от использования статинов. Однако частота его возникновения составляет примерно 1—3 случая на 100 000 пациентов в год. В целом, риск получить серьёзные побочные эффекты, связанные с мышцами, составляет менее 0,1 %.

### Сахарный диабет
Результаты некоторых исследований показывают, что пациенты, получающие лечение статинами, могут иметь несколько более высокий риск нарушения углеводного обмена и развития сахарного диабета 2-го типа. Вероятность этого события увеличивается, если у человека до назначения терапии статинами был повышен уровень сахара в крови. Но снижение риска развития сердечно-сосудистых заболеваний перевешивает этот возможный побочный эффект.

### Нарушение функции печени
Чтобы определить степень повреждения печени, оценивают уровень фермента аланинаминотрансферазы (АЛТ). Умеренное повышение АЛТ наблюдается у 0,5-2,0 % пациентов, получающих лечение статинами. Чаще всего это связано с видом молекулы статинов или высокими дозами препарата. В исследованиях делают вывод, что такое умеренное повышение АЛТ не связано с изменениями функции печени. Прогрессирование подобных патологических состояний до печеночной недостаточности у людей без особых заболеваний — чрезвычайно редкое явление, поэтому стандартная регулярная проверка уровня АЛТ во время лечения статинами не рекомендуется.

## Взаимодействие с лекарствами и пищей
Некоторые статины могут взаимодействовать с другими лекарственными средствами, такими как кларитромицин, ингибиторы протеазы (могут входить в лечение вируса иммунодефицита человека (ВИЧ) и гепатита С), циклоспорин, гемфиброзил, оральные контрацептивы и дигоксин. Например, совместное применение ингибиторов протеазы ВИЧ или вируса гепатита С с определёнными статинами может увеличить риск развития миопатии и/или рабдомиолиза. Ингибиторы протеазы ВИЧ или вируса гепатита C противопоказано принимать с ловастатином и симвастатином.
Сок грейпфрута повышает концентрацию аторвастатина, ловастатина и симвастатина, что может увеличить риск развития побочных эффектов, поэтому его следует избегать при приёме этих статинов (или съедать не более половины грейпфрута в день). Пациенты, которые злоупотребляют алкоголем, также увеличивают риск развития серьёзных побочных эффектов при терапии статинами.

## Применение во время беременности
Применение статинов противопоказано беременным и кормящим женщинам, поскольку нет убедительных доказательств их безопасности в эти периоды.

## Классификация
В список международных непатентованных наименований статинов входят ловастатин, розувастатин, аторвастатин, симвастатин, питавастатин, правастатин и флувастатин (в 2001-м из продажи был отозван церивастатин из-за побочных эффектов). Также существуют комбинированные препараты со статинами, например статин вместе с ингибитором абсорбции холестерина.
Статины различаются по уровню снижения общего холестерина, холестерина липопротеинов низкой плотности или повышения уровня холестерина липопротеинов высокой плотности, а также по склонности к взаимодействию с лекарствами и наличию отдельных побочных эффектов.

## Альтернатива статинотерапии
Только 63.8 % людей младше 65 лет, которым показан профилактический приём статинов, следуют врачебной рекомендации. Не все из них принимают статины регулярно продолжительное время. Около 40 % пациентов из групп риска сердечно-сосудистых заболеваний отказываются от статинов, 72 % из них принимают биологически активные добавки (БАДы) вместо статинов для снижения уровня холестерина.
БАДы, принимаемые для снижения холестерина, не отличаются от плацебо, тогда как статин розувастатин в низкой дозе 5 мг снижает уровень холестерина в среднем на 24,4 % за 4 недели.

### Препараты
Статины — наиболее изученный и чаще всего применяющийся класс препаратов для снижения уровня холестерина липопротеинов низкой плотности и снижения риска сердечно-сосудистых заболеваний. Если при приёме статинов не достигается целевой уровень липидов или у пациента есть противопоказания к применению статинов, не позволяющие использовать эти препараты, врач может назначить эзетимиб, ингибиторы PCSK9 или секвестранты жёлчных кислот. Стандартные добавки с Омега-3 не показали существенную пользу и поэтому не рекомендуются к применению. Уровень холестерина и липопротеинов низкой плотности также не снижают рыбий жир, корица, чеснок, куркума, растительные стеролы и красный дрожжевой рис.

### Изменение образа жизни
Образ жизни может сильно влиять на уровень холестерина в крови, поэтому важно при приёме статинов придерживаться здорового питания, регулярно заниматься физической активностью, поддерживать здоровый вес и избавиться от вредных привычек.
Диетологи советуют обязательно добавлять в рацион больше овощей, фруктов, рыбы и цельнозерновых продуктов, избегать растительных жиров с высоким содержим Омега-6 (подсолнечное, рапсовое, пальмовое, арахисовое, миндальное, горчичное, соевое, виноградной косточки, кукурузное масло) и трансжиров (майонез, маргарин, фаст-фуд, чипсы, плавленые сырки, сухие завтраки, печенье, колбасы), большого количества соли (не более 5-6 граммов в день) и сахара (не больше 30 граммов). Можно следовать рекомендациям по питанию от Национальной службы здравоохранения Великобритании. Они предлагают воспользоваться наглядной схемой: чуть больше трети вашей тарелки должны занимать овощи и фрукты, ещё треть — углеводы (картошка, рис, цельнозерновые макароны и разные злаковые), и оставшуюся часть делят белковые (мясо, рыба, бобовые, яйца) и молочные продукты (молоко, ряженка, сыр, творог), а также небольшое количество ненасыщенных жиров.
Физической активностью нужно стараться заниматься каждый день и включать в неё силовые и аэробные упражнения. Силовые элементы — это всё, что способно укреплять мышцы, вроде приседаний и отжиманий или работы в саду. Их лучше делать не меньше 2 раз в неделю. К аэробным относится всё, что разогревает организм и усиливает сердцебиение — быстрая ходьба в городе, катание на велосипеде, танцы, футбол. И разделяют их на упражнения с умеренной или высокой интенсивностью. Во время выполнения первых человек способен разговаривать (как при катании на велосипеде по ровной поверхности), а тратить на них нужно от 150 минут в неделю, а при вторых разговаривать уже сложно, как при беге, а уделять им можно 75 минут в неделю.
Перед назначением статинов врачи могут попросить пациента изменить образ жизни, чтобы проверить, как на это отреагирует уровень холестерина. Иногда, чтобы снизить уровень липопротеинов низкой плотности достаточно только этого.

## Критика
В 2007 году Bero и коллеги оценили влияние источников финансирования на методы исследования и результаты в 192 исследованиях, которые сравнивали статины между собой или с другими видами лечения. Те исследования, что спонсировались производителем исследуемого препарата, в 20 раз чаще показывали желательные для производителя результаты, чем те исследования, что спонсировались производителем средства сравнения. Исследования, в которых использовался слепой метод рандомизации, тоже с меньшей вероятностью показывали желаемые результаты, по сравнению с не слепой рандомизацией либо же неадекватным ослеплением.
В публикации ВОЗ отмечалось, что применение статинов в целях профилактики в популяциях, для которых не была показана возможность получения от этого пользы, привело к потенциальному вреду от применения этих препаратов у большого количества пациентов.
Датский врач, один из основателей «Кокрановского сотрудничества», автор многочисленных систематических обзоров клинических испытаний, опубликованных Кокрановской библиотекой, и более чем 70 публикаций в ведущих медицинских журналах Петер Гётше отмечал, что, по данным кокрановского обзора 2011 года, статины уменьшают общую смертность на 16%: как отмечает П. Гётше, в действительности это значит, что в клинических испытаниях, данные которых объединены в обзоре, умерли 2,35% участников, принимавших статины, в то время как среди участников, статины не принимавших, умерло 2,8% (именно о таком уровне смертности среди тех участников, кто не принимал статины, сообщают авторы обзора, а снижение на 16% от указанного уровня смертности даёт частоту 2,35%). Таким образом, ЧБНЛ в случае со статинами составило 222 — это довольно скромный показатель, означающий, что для предотвращения одного неблагоприятного исхода нужно пролечить 222 пациентов. При этом, по утверждению Петера Гётше, даже снижение общей смертности на 16% может быть сильно преувеличено: например, в упомянутый кокрановский обзор не было включено большое финансировавшееся государством клиническое испытание ALLНAT-LLT, которое не обнаружило никакого снижения смертности при приёме статинов. Вдобавок авторы того же кокрановского обзора отмечали, что многие испытания не сообщали о каких-либо побочных действиях статинов, хотя их не могло не быть. По словам П. Гётше, у очень многих людей статины вызывают боль в мышцах, слабость и усталость при физической нагрузке, но ни одно РКИ не затронуло этот вопрос.
Гётше также указывает, что в клинических испытаниях статинов «лоб-в-лоб» часто отсутствует ослепление и, по-видимому, часто нарушена рандомизация, последующее наблюдение за пациентами оказывается низкокачественным, отсутствует анализ в зависимости от цели лечения (при котором должна учитываться судьба всех участвовавших в клиническом испытании пациентов, включая тех из них, кто выбыл из исследования); финансирование компанией, которая выпускает изучаемый препарат, всегда связано с более благоприятными результатами и более благоприятными выводами (по сравнению с лекарством-компаратором) — последнее не удивительно при учёте, что дизайн этих испытаний разрабатывается с искажениями и сравниваемые дозы тестируемого лекарства и лекарства-компаратора чаще всего не эквивалентны. Качественные исследования, которые сравнивали бы те или иные статины по клинически значимым исходам (например, ишемическая болезнь), отсутствуют.
Как пишет Гётше, приём статинов может уменьшить смертность от сердечных заболеваний, но повысить риск смерти от других причин. Например, церивастатин был снят с рынка после того, как больные, его принимавшие, погибли из-за повреждения мышц и почечной недостаточности.